# Società Sportiva Pro Italia 1923-1924
Questa pagina raccoglie i dati riguardanti la Società Sportiva Pro Italia nelle competizioni ufficiali della stagione 1923-1924.

## Rosa
| N. |                   | Ruolo | Calciatore        |
| -- | ----------------- | ----- | ----------------- |
|    | Italia (bandiera) |       | Angelini          |
|    | Italia (bandiera) |       | Ascanelli I       |
|    | Italia (bandiera) |       | Ascanelli III     |
|    | Italia (bandiera) |       | Bensi             |
|    | Italia (bandiera) | D     | Dino Castellano   |
|    | Italia (bandiera) | C     | Letterio Catapano |
|    | Italia (bandiera) |       | Cosimo Cazzato    |
|    | Italia (bandiera) |       | De Bellis         |
|    | Italia (bandiera) |       | De Pasquale I     |
|    | Italia (bandiera) |       | De Pasquale II    |

| N. |                   | Ruolo | Calciatore           |
| -- | ----------------- | ----- | -------------------- |
|    | Italia (bandiera) |       | Friuli I             |
|    | Italia (bandiera) |       | Giuseppe Friuli (II) |
|    | Italia (bandiera) |       | Lamanna              |
|    | Italia (bandiera) |       | Mongelli             |
|    | Italia (bandiera) | A     | Luigi Palmisano      |
|    | Italia (bandiera) | P     | Guglielmo Pieri      |
|    | Italia (bandiera) | A     | Santamaria           |
|    | Italia (bandiera) |       | Stacciola            |
|    | Italia (bandiera) |       | Vannucci             |

## Risultati

### Prima Divisione

#### Girone pugliese

##### Girone di andata
| Arbitro: | Tiberini |

|                                    |           |  |
| Vacca 82’ De Matteo 83’ Ugenti 88’ | Marcatori |  |

| Bari 18 novembre 1923 2ª giornata | Liberty             | 2 – 0 A tav. | Pro Italia | \| Arbitro: \| Cascella (Brindisi) \| |
| Arbitro:                          | Cascella (Brindisi) |              |            |                                       |

| Taranto 25 novembre 1923 3ª giornata | Pro Italia | 0 – 2 A tav. | Audace Taranto | \| Arbitro: \| Ambrosini \| |
| Arbitro:                             | Ambrosini  |              |                |                             |

| Arbitro: | Giannattasio (Trinitapoli) |

|                  |           |  |
| Cazzato 25’, 67’ | Marcatori |  |

| Taranto 9 dicembre 1923 5ª giornata | Pro Italia        | 0 – 2 A tav. | Enotria Taranto | \| Arbitro: \| Palumbo (Taranto) \| |
| Arbitro:                            | Palumbo (Taranto) |              |                 |                                     |

##### Girone di ritorno
| Taranto 16 dicembre 1923 6ª giornata | Pro Italia        | 0 – 2 A tav. | Ideale | \| Arbitro: \| Reichlin (Napoli) \| |
| Arbitro:                             | Reichlin (Napoli) |              |        |                                     |

| Arbitro: | Campanella (Taranto) |

|                                                      |           |  |
| Stacciola 18’ Cazzato 42’ De Pasquale III 68’ (rig.) | Marcatori |  |

| Arbitro: | Cugnini (Ancona) |

|            |           |  |
| Giorgi 52’ | Marcatori |  |

| Arbitro: | Storelli |

|           |           |                   |
| Comei 63’ | Marcatori | 15’, 25’ Mongelli |

| Arbitro: | Cinti (Taranto) |

|  |           |             |
|  | Marcatori | 50’ Cazzato |

## Statistiche

### Statistiche di squadra
| Competizione                      | Punti | In casa | In casa | In casa | In casa | In casa | In casa | In trasferta | In trasferta | In trasferta | In trasferta | In trasferta | In trasferta | Totale | Totale | Totale | Totale | Totale | Totale | DR |
| Competizione                      | Punti | G       | V       | N       | P       | Gf      | Gs      | G            | V            | N            | P            | Gf           | Gs           | G      | V      | N      | P      | Gf     | Gs     | DR |
| --------------------------------- | ----- | ------- | ------- | ------- | ------- | ------- | ------- | ------------ | ------------ | ------------ | ------------ | ------------ | ------------ | ------ | ------ | ------ | ------ | ------ | ------ | -- |
| Prima Divisione - girone pugliese | 8     | 5       | 2       | 0       | 3       | 5       | 6       | 5            | 2            | 0            | 3            | 3            | 7            | 10     | 4      | 0      | 6      | 8      | 13     | -5 |

### Statistiche dei giocatori
| Giocatore        | Prima Divisione | Prima Divisione |
| Giocatore        | Presenze        | Reti            |
| ---------------- | --------------- | --------------- |
| Angelini         | 10              | 0               |
| Ascanelli (I)    | 10              | 0               |
| Ascanelli (III)  | 9               | 0               |
| Bensi            | 5               | 0               |
| Castellano       | 2               | 0               |
| L. Catapano      | 7               | 0               |
| Cazzato          | 5               | 4               |
| De Bellis        | 4               | 0               |
| De Pasquale (I)  | 5               | 0               |
| De Pasquale (II) | 4               | 1               |
| C. Di Donna      | 1               | 0               |
| Friuli (I)       | 9               | 0               |
| G. Friuli (II)   | 5               | 0               |
| La Manna         | 3               | 0               |
| Mongelli         | 6               | 2               |
| L. Palmisano     | 1               | 0               |
| G. Pieri         | 10              | -5              |
| Santamaria       | 5               | 0               |
| Stacciola        | 8               | 1               |
| Vannucci         | 1               | 0               |